# Metropolitan area network
Mạng đô thị MAN (metropolitan area network) là mạng máy tính liên kết người dùng với tài nguyên máy tính trong một khu vực địa lý có kích thước của một khu vực đô thị. Thuật ngữ MAN được áp dụng cho việc kết nối các mạng cục bộ (LAN) trong một thành phố vào một mạng lớn hơn, có thể sau đó cung cấp kết nối hiệu quả đến một mạng diện rộng (WAN). Thuật ngữ này cũng được sử dụng để mô tả việc kết nối nhiều LAN trong một khu vực đô thị thông qua việc sử dụng kết nối điểm – điểm (point-to-point) giữa chúng.
Xét về quy mô địa lý, MAN lớn hơn mạng LAN nhưng nhỏ hơn mạng WAN, nó đóng vai trò kết nối 2 mạng LAN và WAN với nhau hoặc kết nối giữa các mạng LAN:
- Kết nối giữa các phần tử của mạng MAN thường sử dụng không dây (Wireless) hoặc sử dụng cáp quang.
- Mạng MAN được xây dựng bởi tiêu chuẩn quốc tế IEEE 802-2001.

## Đặc điểm
MetroNet cung cấp khả năng sử dụng đồng thời ba loại dịch vụ: thoại (voice) - dữ liệu (data) - hình ảnh (video) như:
+ Truyền dữ liệu.
+ Hội nghị truyền hình (Video Conference).
+ Xem phim theo yêu cầu (VoD - Video On Demand).
+ Truyền hình cáp (CATV).
+ Giáo dục từ xa.
+ Chẩn đoán bệnh từ xa.
+ Game.
+ Điện thoại IP (IP Phone).
+ Truyền hình IP (IP TV).
+ Truy cập Internet tốc độ cao...
Đối tượng khách hàng: 
MetroNET dành cho khách hàng là các tổ chức, doanh nghiệp có nhiều chi nhánh, bộ phận kết nối với nhau và có thể kết nối ra liên tỉnh, quốc tế; các khu công nghiệp, khu thương mại lớn, công viên phần mềm, khu công nghệ cao, khu đô thị mới, khu cao ốc văn phòng...; các cơ quan quản lý nhà nước để phục vụ cho mục tiêu chính phủ điện tử, cải cách hành chính, các trường Đại học, ngân hàng, ông ty Chứng khoán, các tổ chức Tài chính...
Lợi ích của việc sử dụng MetroNet: 
+ Kết nối các chi nhánh phục vụ mục đích truyền số liệu.
+ Thiết lập mạng diện rộng của riêng tổ chức (mạng WAN). 
+ Chi phí thấp, tốc độ ổn định, đáp ứng được yêu cầu về bảo mật thông tin, đơn giản trong việc quản lý và dễ dàng trong việc chuyển đổi. 
+ Cung cấp cho doanh nghiệp rất nhiều loại hình dịch vụ giá trị gia tăng cùng lúc trên một đường truyền kết nối về voice-data-video. 
+ Dịch vụ giúp quản lý cơ sở hạ tầng hệ thống công nghệ thông tin hai điểm một cách đơn giản, hiệu quả, dễ dàng triển khai các ứng dụng chuyên nghiệp.

## Các công nghệ nền tảng
- Một số công nghệ trước đây được sử dụng cho mạng MAN như công nghệ ATM, công nghệ FDDI, DQDB và SMDS. Hiện nay, các công nghệ này đang được thay thế dần bởi công nghệ Ethernet, và mạng MAN dựa trên công nghệ Ethernet còn được gọi là mạng Metro Ethernet (ME). Mạng ME được tổ chức MEF và ITU-T G.8261 định nghĩa và phát triển.

## Ứng dụng
Mạng MAN ra đời đã đáp ứng được nhu cầu ngày càng cao trong việc trao đổi dữ liệu giữa mạng nội bộ với mạng bên ngoài (truy nhập Internet, truy nhập cơ sở dữ liệu, kết nối chi nhánh văn phòng...):
- Ứng dụng của mạng MAN kết nối các mạng Access (mạng truy nhập) khác nhau như LAN/WLAN, CATV, xDSL, 2G/3G... với mạng Core (mạng lõi):
- Một ví dụ là Mạng MAN được xây dựng dựa trên hạ tầng truyền hình cáp:
- Một số ứng dụng khác: